# Brešca
 Brešca  (olaszul: Bresca) falu Horvátországban, a Tengermellék-Hegyvidék megyében. Közigazgatásilag Matuljihoz tartozik.

## Fekvése
Fiume központjától 15 km-re, községközpontjától 6 km-re északnyugatra a Tengermelléken, az Isztria-félsziget északi határán az A7-es autópálya mellett fekszik.

## Története
A településnek 1880-ban 150, 1910-ben 165 lakosa volt. 
2011-ben 154 lakosa volt.

## Lakosság
| Lakosság változása | Lakosság változása | Lakosság változása | Lakosság változása | Lakosság változása | Lakosság változása | Lakosság változása | Lakosság változása | Lakosság változása | Lakosság változása | Lakosság változása | Lakosság változása | Lakosság változása | Lakosság változása | Lakosság változása | Lakosság változása |
| ------------------ | ------------------ | ------------------ | ------------------ | ------------------ | ------------------ | ------------------ | ------------------ | ------------------ | ------------------ | ------------------ | ------------------ | ------------------ | ------------------ | ------------------ | ------------------ |
| 1857               | 1869               | 1880               | 1890               | 1900               | 1910               | 1921               | 1931               | 1948               | 1953               | 1961               | 1971               | 1981               | 1991               | 2001               | 2011               |
| 0                  | 0                  | 150                | 161                | 156                | 165                | 0                  | 0                  | 151                | 144                | 124                | 124                | 117                | 113                | 119                | 154                |

## Nevezetességei
Szent József tiszteletére szentelt temploma 1860-ban épült.